# Peptidtransporter 1

PepT1 in der apikalen Membran von Epithelzellen in Darm und Niere

Peptidtransporter 1 (PepT1) oder auch SLC15A1 (solute carrier family 15, member 1) ist ein Transportprotein in der luminalen Zellmembran der Epithelzellen im Darm und der Niere des Menschen. Es gehört zu der Klasse der SLC-Transporter und resorbiert als tertiär-aktiver Symport-Carrier – mit Hilfe eines in die Zelle gerichteten H+-Gradienten – Oligopeptide (vor allem Di- und Tripeptide) aus der Nahrung, ist aber auch an der Aufnahme bestimmter Medikamente (unter anderem Peptidomimetika) beteiligt. Bei Menschen kodiert das SLC15A1-Gen für die Synthese des Proteins.